# 이시카와 료
이시카와 료(石川 遼, 1991년 9월 17일 ~ )는 일본의 프로 골퍼이다. 스마일 왕자(ハニカミ王子 하니카미오지[*])라는 별명을 갖고 있다.